# Vices
Vices é o álbum de estreia da banda canadense de glam metal e hard rock Kick Axe. O álbum foi lançado em 1984 pela gravadora Pasha Records. Em 2023, a Metal Hammer incluiu a capa do álbum em sua lista de "50 capas de álbuns de rock e metal mais hilariamente feias de todos os tempos".

## Desempenho nas paradas musicais
| Parada musical (1984)                 | Melhor posição |
| ------------------------------------- | -------------- |
| Canadá - Canada RPM Top 100 Albums    | 66             |
| Canadá - Canada RPM Top Cancon Albums | 7              |
| Estados Unidos - Billboard 200        | 126            |